# Regiones de Francia
Francia está dividida en 18 regiones administrativas, 13 de las cuales están en la Francia metropolitana y 5 en la Francia de ultramar. Córcega es una colectividad territorial, pero se considera una región por competencias, e incluso se muestra como tal en la web del INSEE. Las regiones metropolitanas están cada una subdivididas en departamentos, que varían en número entre los 2 y 13. Las regiones de ultramar, técnicamente, consisten en un único departamento cada una.
En 2014, como parte de las reformas para reducir el gasto público impulsadas por el presidente François Hollande, el Parlamento francés aprobó una ley que preveía reducir las entonces regiones metropolitanas de 22 a 13, pasando de un total de 27 a solamente 18.
En Francia, una región es a la vez una división administrativa del territorio, una colectividad territorial descentralizada dotada de personalidad jurídica y de libertad de administración, una circunscripción electoral y una circunscripción administrativa de los servicios descentralizados del Estado.
Las regiones, en tanto colectividades, cuentan con dos asambleas, a diferencia de otras colectividades que poseen solo una: una asamblea deliberante, el consejo regional, y una asamblea consultiva, el consejo económico, social y ambiental regional (conseil économique, social et environnemental régional), representativo de las «fuerzas vivas» de la región, encargado de dar consejos sobre ciertas cuestiones que son competencia de la región, antes de su presentación al consejo regional. El presidente del consejo regional es por su parte el ejecutivo de la colectividad.
El campo de intervención de las regiones es muy amplio por la cláusula general de competencia, que van desde la gestión de las lycées a la de los transportes, pasando por el desarrollo económico y la fiscalidad. Se rigen por el Título XII de la Constitución de 1958 y la cuarta parte del código general de las colectividades locales (code général des collectivités territoriales).
En Francia continental europea (excluyendo a Córcega)[cita requerida], la superficie media de una región (antes de la reforma) era de 25 809 km², que es alrededor de una quinta parte de la superficie media de un estado de EE. UU., y solo un 4 % de la superficie media de una provincia de Canadá, pero un 15 % más grande que la superficie media de un estado de Alemania, y un 67 % más grande que la superficie media de una región de Inglaterra.

## Características

Nuevo mapa regional adoptado el 17 de diciembre de 2014 en última lectura por la Asamblea nacional

En Francia una región es una «colectividad territorial» (al igual que el departamento y el municipio) dotada de un Consejo Regional elegido por sufragio universal directo y dirigido por un presidente que ostenta el poder ejecutivo. Este, a su vez, está bajo la autoridad «a posteriori» del prefecto de la región.
Las regiones no tienen autonomía legislativa pero si capacidad reglamentaria. Tienen autonomía financiera y disponen de su propio presupuesto que administra y reparte el Consejo Regional. Sus ingresos provienen de las partidas que les entrega el Estado y de los impuestos regionales que recaudan.
Las regiones tienen numerosos campos de actuación como en infraestructuras y ordenación del territorio, desarrollo económico, educación (gestión de los institutos de secundaria), ayuda a universidades e investigación, formación profesional y aprendizaje, sistemas de transporte público y apoyo a los emprendedores. Por esto, ser el presidente de una rica región como Isla de Francia o Auvernia-Ródano-Alpes puede ser una posición bastante notable.
Construye y paga los costes del material para los liceos; en marzo de 2004, el gobierno nacional francés anunció un polémico plan para transferir a las regiones algunas categorías del personal escolar no dedicado a la enseñanza. Los críticos de este plan sostienen que es incierto que se transfieran suficientes recursos fiscales para estas cargas adicionales, y que estas medidas aumentarían las desigualdades entre regiones.
Hay, cada cierto tiempo, discusiones sobre dar autonomía legislativa limitada a las regiones, pero estas propuestas son polémicas. También hay propuestas para suprimir al gobierno local de los departamentos y transferirlos a sus respectivas regiones, dejando a los departamentos con una autoridad muy limitada.
| Código INSEE | Región                    | Capital        | Modificación                                     | N.º de departamentos | Superficie (km²) | Población  | Densidad (habs./km²) | Bandera |
| ------------ | ------------------------- | -------------- | ------------------------------------------------ | -------------------- | ---------------- | ---------- | -------------------- | ------- |
| 44           | Gran Este                 | Estrasburgo    | Fusión de Alsacia, Lorena y Champaña-Ardenas     | 10                   | 57 433           | 5 556 219  | 97                   |         |
| 75           | Nueva Aquitania           | Burdeos        | Fusión de Aquitania, Lemosín y Poitou-Charentes  | 12                   | 84 061           | 6 010 289  | 69                   |         |
| 84           | Auvernia-Ródano-Alpes     | Lyon           | Fusión de Auvernia y Ródano-Alpes                | 13                   | 69 711           | 8 042 936  | 110                  |         |
| 27           | Borgoña-Franco Condado    | Dijón          | Fusión de Borgoña y Franco Condado               | 8                    | 47 784           | 2 816 000  | 59                   |         |
| 53           | Bretaña                   | Rennes         | Región sin cambios                               | 4                    | 27 208           | 3 354 854  | 118                  |         |
| 24           | Centro-Valle de Loira     | Orleans        | Región sin cambios; denominada Centro hasta 2015 | 6                    | 39 151           | 2 556 835  | 65                   |         |
| 94           | Córcega                   | Ajaccio        | Colectividad sin cambios                         | 2                    | 8 680            | 322 000    | 37                   |         |
| 11           | Isla de Francia           | París          | Región sin cambios                               | 8                    | 12 011           | 12 262 544 | 987                  |         |
| 76           | Occitania                 | Toulouse       | Fusión de Languedoc-Rosellón y Mediodía-Pirineos | 13                   | 72 724           | 5 573 000  | 77                   |         |
| 32           | Alta Francia              | Lille          | Fusión de Norte-Paso de Calais y Picardía        | 5                    | 31 813           | 6 004 973  | 187                  |         |
| 28           | Normandía                 | Ruan           | Fusión de Alta Normandía y Baja Normandía        | 5                    | 29 906           | 3 315 000  | 111                  |         |
| 52           | Países del Loira          | Nantes         | Región sin cambios                               | 5                    | 32 082           | 3 806 461  | 112                  |         |
| 93           | Provenza-Alpes-Costa Azul | Marsella       | Región sin cambios                               | 6                    | 31 400           | 5 081 101  | 157                  |         |
| 01           | Guadalupe                 | Basse-Terre    | Región sin cambios                               | 1                    | 1 628            | 403 314    | 248                  |         |
| 03           | Guayana                   | Cayena         | Región sin cambios                               | 1                    | 83 846           | 301 099    | 3,45                 |         |
| 02           | Martinica                 | Fort-de-France | Región sin cambios                               | 1                    | 1 128            | 349 925    | 310                  |         |
| 06           | Mayotte                   | Mamoudzou      | Región sin cambios                               | 1                    | 374              | 310 022    | 829                  |         |
| 04           | Reunión                   | Saint-Denis    | Región sin cambios                               | 1                    | 2 512            | 868 848    | 350                  |         |

## Historia

### Antiguas provincias del Reino

Mapa que muestra las antiguas provincias (en colores), sobrepuestas a los límites modernos de los departamentos, en negro.

Antes de la Revolución francesa de 1789, el reino de Francia estaba dividido en provincias históricas derivadas de la historia feudal y que, para algunos, tenían un tamaño aproximado a las regiones actuales.
En 1789, estas provincias fueron abolidas y el territorio francés se dividió en 83 departamentos. La peculiaridad francesa es que el hecho regional está vinculado al hecho nacional. Como destaca el profesor Autin, «desde el inicio del siglo XIX existía en Francia un movimiento que reivindicaba la creación de entidades administrativas y políticas que permitieran una descentralización creciente de los poderes y el reconocimiento de las identidades regionales».
De hecho, después de la Revolución francesa, la Nación sustituyó al rey y el Estado francés conservó su estructura centralista lo que ha demostrado  Alexis de Tocqueville en L'Ancien Régime et la Révolution en 1851: «a través de la sima de la Revolución, el prefecto y el intendente se tienden las manos».
Además, el departamento (Historia de los departamentos franceses) se convirtió en el nivel racional de la implementación de las políticas públicas, institución establecida por las leyes de 15 de enero y 16 de febrero de 1790, cuya división se hizo bajo la influencia de Mirabeau, teniendo en cuenta los particularismos locales, pero no la identidad regional por temor a revivir los países de Estado y de Elecciones (pays d'État et d'Élections) del Antiguo Régimen.
Las reivindicaciones regionalistas reaparecieron en efecto hacia finales del siglo XIX a través de Frédéric Mistral y el Félibrige abogando por una identidad de idioma y de cultura occitana en la literatura. Influyendo en corrientes políticas muy diversas, desde los monárquicos a los Félibres Rouges  pasando por los socialistas moderados como Jean Jaurès  y los apoyos muy diversos a la rebelión de los viticultores de 1907, sin embargo, esta tendencia estaba dominada por las corrientes contrarrevolucionarias. Según el profesor Daniel Seiler «desde que la transferencia de soberanía pasó al Parlamento y en especial a la Nación, la periferia siente su diferencia y se aferra al orden anterior.» Estas referencias constituyeron el caldo de cultivo ideológico de la defensa de las identidades regionales en el marco de un renacimiento nacional y realista realizado por la Action française de Charles Maurras a comienzos del siglo XX.

### Primeros ensamblajes de los geógrafos

Los «trece agrupamientos» de Pierre Foncin, en 1891.

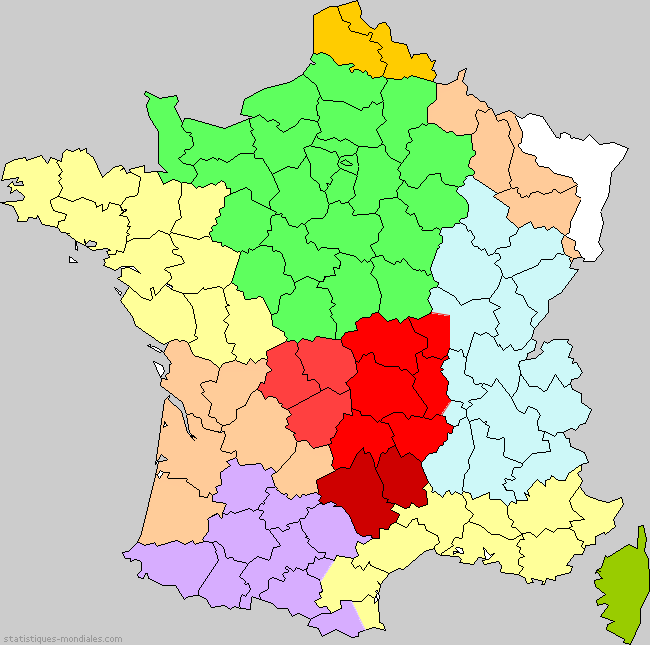
Propuesta de Paul Vidal de La Blache, en 1903.

Durante la segunda mitad del siglo XIX, algunos geógrafos,  Pierre Foncin o Paul Vidal de La Blache, comenzaron a abordar la cuestión «de los agrupamientos geográficos» (d'assemblages géographiques) a fin de reagrupar algunos departamentos en criterios geográficos.
Foncin estableció una división en «treize ensembles» retomando los límites departamentales (los territorios de Alsacia-Lorena, luego alemanes, forman un conjunto clasificado por separado):
1. Llanuras del Norte (Norte, Paso de Calais, Somme)
2. Llanuras de París y de Champaña (Oise, Aisne, Marne, Alto Marne, Aube, Yonne, Sena y Marne, Sena, Sena y Oise, Eure y Loir)
3. Meseta de Lorena (Ardenas, Meuse, Meurthe y Mosela, Vosgos)
4. Llanuras y colinas de Normandía (Sena Inferior, Eure, Calvados, Manca, Orne)
5. Bretaña, Vendea y Poitou (Loira Inferior, Finisterre, Costas del Norte, Morbihan, Ille y Vilaine, Vendea, Vienne, Dos Sèvres)
6. Llanuras del Loira (Mayenne, Sarthe, Maine y Loira, Indre y Loira, Loir y Cher, Loiret, Cher, Indre, Nièvre)
7. El Macizo Central (Allier, Creusa, Alto Vienne, Dordoña, Lot, Tarn, Aveirón, Lozere, Alto Loira, Loira, Puy de Dome, Corresa, Cantal)
8. Llanuras del Suroeste (Charente Inferior, Charente, Gironda, Lot y Garona, Gers, Landas)
9. Pirineos (Bajos Pirineos, Altos Pirineos, Pirineos Orientales, Alto Garona, Arieja, Aude)
10. Jura y Saona (Belfort, Alto Saona, Doubs, Jura, Costa de Or, Saona y Loira, Aín)
11. Alpes (Alta Saboya, Saboya, Altos Alpes, Bajos Alpes, Alpes Marítimos, Var, Córcega)
12. Llanura del Languedoc (Ródano, Isere, Ardecha, Drôme, Vauclusa, Bocas del Ródano, Gard, Hérault)

### Nacimiento de las regiones modernas

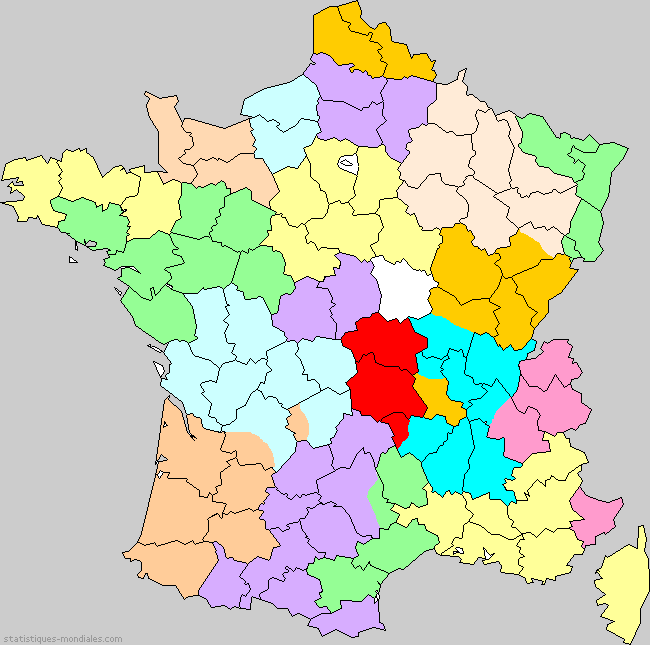
Las regiones de Clémentel (1919).

Unas reivindicaciones regionalistas emanaron de los legitimistas cuando estos se dieron cuenta, en la década de 1890, que la República había definitivamente vencido en las urnas y que solo el poder local estaba todavía a su alcance.
Las primeras medidas tomadas en el sentido de la creación de regiones no llegaron hasta la Primera Guerra Mundial. A raíz de una circular del Ministerio de Comercio de 25 de agosto de 1917 (ella misma inspirada por las teorías regionalistas), una primera orden ministerial instituyó las llamadas agrupaciones económicas regionales (groupements économiques régionaux ) llamadas «regiones Clémentel» el 5 de abril de 1919. Estas «regiones económicas» reagruparon las cámaras de comercio, a su voluntad, en el territorio de la metrópoli. Las cámaras de comercio eran libres de unirse a la zona de su elección y cambiar libremente, las 17 regiones previstas inicialmente pronto fueron elevadas a 21, y administradas por un Comité regional compuesto por dos delegados por cámaras, a los que se adjuntaron los prefectos y subprefectos que tenían voz consultiva. Eran de geometría variable: por ejemplo, la III (ahora VI) región económica (Rennes) debía reagrupar en 1917 las cámaras de comercio de la Côtes-du-Nord, Finistère, Ille-et-Vilaine y Morbihan, pero en 1920 la Cámara de comercio de Lorient (Morbihan) prefirió unirse a la V Región (Nantes).
En este modelo, en septiembre de 1919, las federaciones de sindicatos de iniciativa formaron 19 "regiones turísticas", cuyos límites eran libremente convenidos en un sentido geográfico, etnográfico, histórico y turístico, que atravesaban algunos departamentos, como Loiret, Var o Lozère.
Algunas iniciativas legislativas acompañaron este movimiento desde 1915, luego en 1920 (proposición de ley Hennessy) y 1921 (proposición de ley Charles Rebel, proyecto de ley Millerand-Marraud-Doumer) para una descentralización administrativa con la formación de regiones y elección de asambleas regionales. Estos proyectos no tienen éxito.

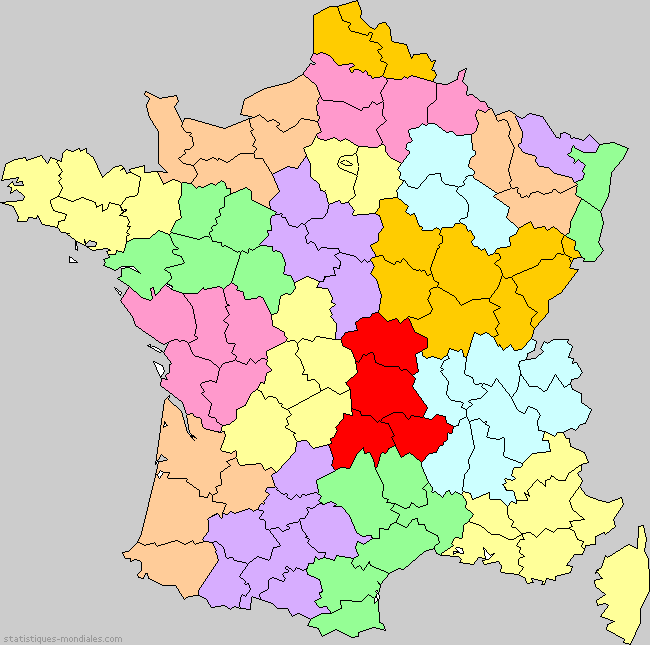
Prefecturas regionales del Estado francés de 1941.

A partir de la Primera Guerra Mundial,  el desarrollo del transporte y la facilidad de desplazarse lejos condujo a algunos a cuestionar la oportunidad de crear divisiones administrativas regionales más grandes que los departamentos.
En el campo de las ideas, las nuevas demandas regionalistas se identificaron con el país real (pays réel) defendido por Charles Maurras, discípulo de  Frédéric Mistral, intelectual francés de Action française y de la Révolution nationale del gobierno de Vichy. Fue, especialmente sobre la base ideológica monárquica, de la que a su vez derivaba, el mariscal Pétain quien aprobó una reorganización territorial regional diseñada por su Secretario de Estado de Finanzas,  Yves Bouthillier. El decreto, publicado 30 de junio de 1941, atribuía a algunos prefectos los poderes de prefectos regionales y llevaba una división del territorio para el ejercicio de esas facultades en virtud de la ley de 19 de abril de 1941, con una división que reagrupaba los departamentos. Esta división presagió la división de regiones programadas que respetaban criterios económicos y sobre todo, el vínculo con la ciudad capital por los transportes terrestres. Estaban próximas a la actual organización regional.
Esta división no sobrevivió a la caída del régimen de Vichy y fue derogada en 1945.
Pero en el posible caos de la Libération que se anunciaba, el general de Gaulle quería mantener el control de la administración local. Pero carecía de personal de la Prefectura;  sabía que iba a tener necesidad de nombrar prefectos que se ocupasen de varios departamentos a la vez. Así que decidió, mediante ordenanza de 10 de enero de 1944, la organización administrativa que acompañaría la futura liberación del territorio e instauró las regiones administrativas. Fueron colocadas bajo la autoridad de un comisario de la República. Fueron disueltas a su salida del poder, en enero de 1946.

Las igamías, en 1948.

La ley de 21 de marzo de 1948 implementó los Inspectores generales de la administración en misión extraordinaria (Inspecteur général de l'administration en mission extraordinaire (IGAME)) encargados de coordinar en el seno de las 13 circunscripciones (las igamías) la acción de las regiones de defensa y de los prefectos de departamentos.
Paralelamente,  se elevaron voces preocupadas por la hipertrofia de París (el libro de éxito de  Jean-François Gravier, Paris et le désert français, data de 1947). A la cabeza del Estado, se preocupa de la ordenación del territorio. Esta preocupación fue impulsada por el éxodo rural acelerado después de la posguerra. Esto consistió entonces en compilar una lista de ciudades destinadas a hacer de contrapeso a la capital, y a asignar las agrupaciones de departamentos. Se esperaba así retener en estas regiones, fuertemente reforzadas por las principales ciudades y con un equipamiento completo, la mayor cantidad posible de emigrantes potenciales hacia la región parisina.

Las regiones de los programas de acción regional (1955).

En este contexto, el decreto Pflimlin de 30 de junio de 1955 decidió el lanzamiento de «programas de acción regional» para «promover la expansión económica y social de las diferentes regiones». Reenviaría a una orden ministerial, que sería firmada el 28 de noviembre de 1956, para definir las circunscripciones de estos programas de acción regionales, originalmente 24 (incluyendo 22 en Francia metropolitana - Córcega fue parte de la región de Provenza y Córcega, pero se distinguía una región de los Alpes de la región de Ródano), circunscripciones que habrían sido delimitadas por Jean Vergeot, comisario general adjunto de Plan. De uso oficialmente administrativo, estas regiones también se utilizaron como marco para la planificación de las grandes operaciones de ordenación territorial. Por primera vez desde la Revolución, las regiones, que no correspondían a los antiguos límites provinciales sino que fueron racionalmente delimitadas, fueron utilizadas en Francia. Fue esta preocupación la que hizo de Amiens una capital regional, con la esperanza de que esta última, provista del Aisne y del Oise, contrarrestase el fuerte atractivo de París, inmediatamente al norte. Fue la razón también de que la región de Midi-Pyrénées, no más coherente con una realidad histórica que el Valle del Loira, se formase; la presencia central y poderosamente atractiva de Toulouse  la justificaba.
En 1960 un decreto de 2 de junio se refiere (para la metrópoli) a los límites de las regiones sobre los que se han instaurado los programas de acción regionales para que sean circunscripciones de acción regional  (con algunos cambios: las regiones de Alpes y de Ródano se fusionaron, los Bajos Pirineos pasaron del Mediodía-Pirineos a Aquitania, y los Pirineos Orientales de Mediodía-Pirineos al Languedoc).  Ahora bien, estos territorios no son solamente los motivos de programas económicos, sino también es el conjunto de administraciones que deben calcar sus subdivisiones en estas circunscripciones —que potencialmente podrían constituir en cada caso unidades administrativas que abarcasen varias regiones o al contrario subdividirse una región en varias partes, pero los límites de estas unidades deben coincidir con los límites de las regiones. Estas circunscripciones de acción regional están dotadas de un prefecto regional mediante el decreto del 14 de marzo de 1964. Una nueva etapa de descentralización regional fue entonces franqueada por este decreto que instituyó una «comisión de desarrollo económico regional»  (commission de développement économique régionale, CODER), asamblea consultiva, compuesta por mitad de socio-profesionales y mitad de personalidades designadas por los Consejos Generales y el primer ministro que asiste al prefecto regional responsable de coordinar las acciones del Estado en la región.

#### Regiones, establecimientos públicos
El 27 de abril de 1969, el fracaso de un referéndum destinado entre otras cosas, a ampliar el papel de las regiones, llevó a la renuncia de Charles de Gaulle  a la presidencia de la Républica.
El decreto n.º 70-18 de 9 de enero de 1970 que elevó a 22 (veintidós) el número regiones metropolitanas separando Córcega de Provenza-Costa Azul.
La ley n.º 72-619 de 5 de julio de 1972 crea, en cada circunscripción de acción regional, una institución pública: el área de región o establecimiento público regional. Cada región está administrada por un consejo regional asistida por un comité económico y social. Cada región fue investida de pocos poderes. Por otra parte, el prefecto regional era encargado de la instrucción de los casos y la ejecución de las deliberaciones del consejo regional. La ley de descentralización de 1982, impulsada por Gaston Defferre, ministro del Interior y de la Descentralización, consagró el término región e hizo de ellas colectividades territoriales de parte entera.

#### Regiones, colectividades territoriales
La ley de 2 de marzo de 1982 estableció la elección de consejeros regionales por sufragio universal, en el marco de los departamentos, por un mandato de seis años renovable, y ha dotado a las regiones de competencias bien definidas. La primera elección se llevó a cabo el 16 de marzo de 1986, el mismo día de las elecciones legislativas. Las regiones se han convertido en colectividades territoriales, al mismo título que los departamentos y las comunas.
El gobierno de Jean-Pierre Raffarin, primer ministro del presidente président Chirac de 2002 a 2005, transfirió a las regiones la gestión de determinadas categorías de personal no docente de la Educación nacional.

## Regiones desde 1982 hasta el 31 de diciembre de 2015
Entre 1982 y 2015, había 22 regiones en la Francia metropolitana. Hasta 2011, había cuatro regiones de ultramar (también llamadas departamentos de ultramar) a las que se unió Mayotte en 2011.
| Regiones de Francia hasta 2015 |
| --- |
| Norte-Paso de Calais Picardía Alta Normandía Baja Normandía Isla de Francia Alsacia Lorena Champaña- Ardenas Franco Condado Borgoña Bretaña Países del Loira Centro- Valle de Loira Poitou- Charentes Lemosín Auvernia Ródano-Alpes Aquitania Mediodía-Pirineos Languedoc- Rosellón Provenza-Alpes- Costa Azul Córcega Guayana Francesa Guadalupe Martinica Mayotte Reunión Bélgica Luxemburgo Alemania Suiza Italia Reino Unido Andorra Brasil Surinam España Mónaco Canal de la Mancha Bahía de Vizcaya Mar de Liguria Mar Mediterráneo |

### Departamentos de ultramar
Las regiones de ultramar, (en francés département d'outre-mer o DOM) son cinco regiones monodepartamentales integradas a la República Francesa de la misma manera que los departamentos y regiones metropolitanas. Son:
- Guadalupe, un pequeño archipiélago de las Antillas Menores, en el mar Caribe.
- Martinica, una isla situada también en las Antillas Menores, al norte de Santa Lucía.
- Guayana Francesa, ubicada en la costa norte de América del Sur entre Brasil y Surinam, limitando al norte con el océano Atlántico.
- Reunión, una isla del océano Índico, al este de Madagascar.
- Mayotte (desde el 31 de marzo de 2011),[24] otra isla del océano Índico, situada en el archipiélago de las Comoras, en el extremo norte del canal de Mozambique.